# Martin Stolle
Martin Stolle (* 3. März 1886 in Berlin; † 25. September 1982) war ein deutscher Automobil- und Motorradkonstrukteur.

## Leben

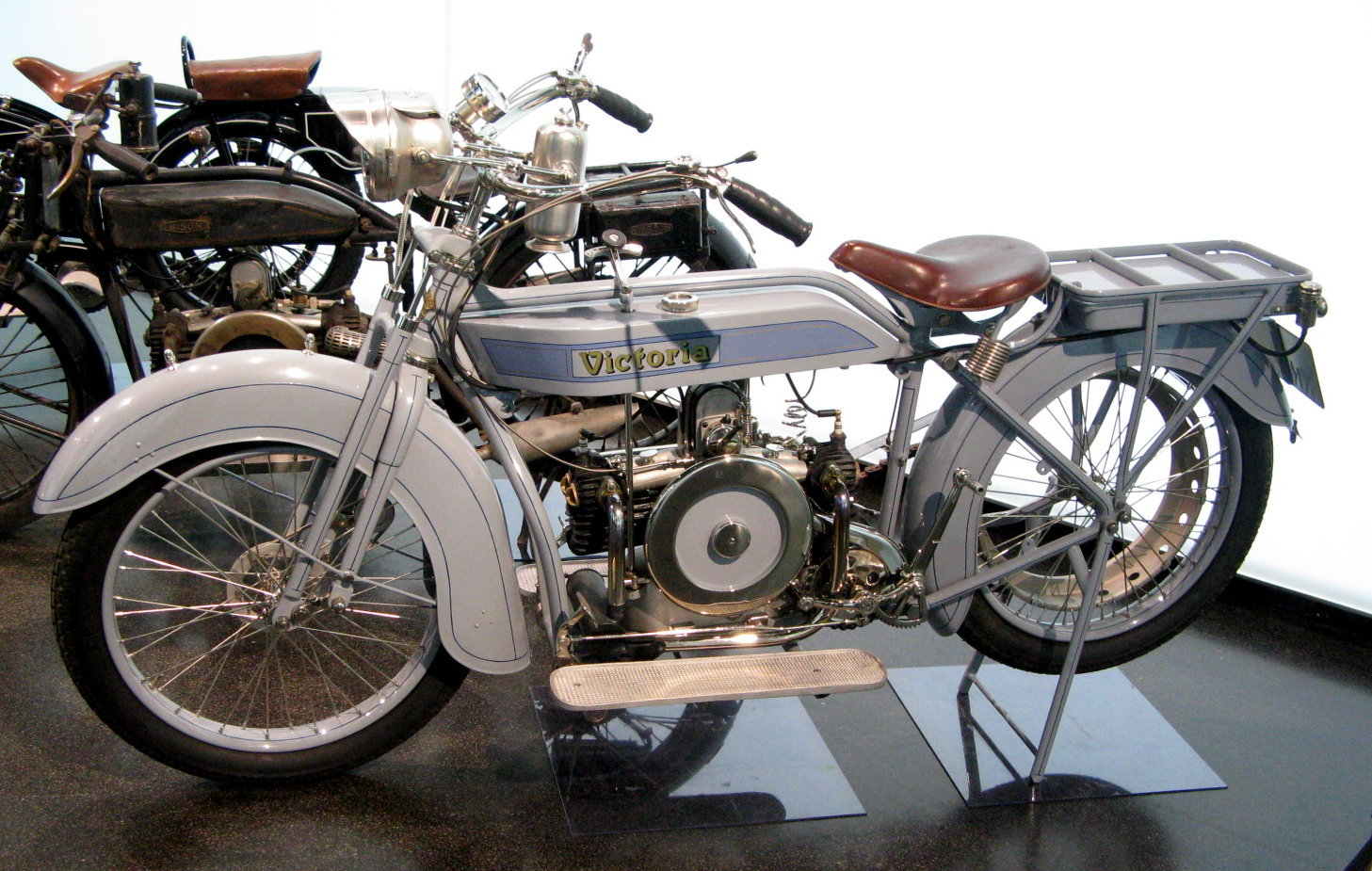
Victoria mit BMW-Motor

Martin Stolle arbeitete anfangs für Cudell in Aachen, ab 1917 bei den Rapp Motorenwerken, aus denen später BMW hervorging. BMW lieferte Boxermotoren vom Typ M2 B15 an verschiedene Unternehmen, unter anderem auch an Victoria für die Victoria KR I. An diesen Konstruktionen war Stolle beteiligt. Nach Einstellung der Lieferungen sicherte sich Victoria die Dienste von Martin Stolle. Martin Stolle schuf daraufhin einen obengesteuerten liegenden Zweizylinder-Boxermotor mit höherer Leistung für die Nachfolgemodelle von Victoria.
Seit 1911 hatte Martin Stolle Versuche mit Leichtmetallkolben betrieben. Für seine 350er Boxer-Douglas ließ er Kolben aus einer kupferhaltigen Aluminiumlegierung gießen, mit diesem Motorrad belegte er 1914 bei einer Langstrecken-Zuverlässigkeitsfahrt von Wien nach München den dritten Platz hinter zwei 1000er Indian-Maschinen. Seine Kolben hatten sich als sehr standfest erwiesen, erst wesentlich später erfolgte der allgemeine Übergang zu Leichtmetallkolben.
„Er war 1922 als Konstruktionschef zu einer kleinen Münchner Maschinenfabrik gewechselt (Sedlbauer), verärgert darüber, daß immer wieder seine Ideen und Konstruktionen als die von Max Friz ausgegeben worden waren.“
Stolle gründete bereits vorher eine Automobilfabrik in München, die schließlich unter Vorster & Stolle Motoren AG firmierte. Ab 1925 baute Stolle dort die Stolle-Sportwagen mit Vierzylindermotor. Sie hatten 1490 cm³ Hubraum (69 mm Bohrung und 100 mm Hub), obenliegende über Königswelle angetriebene Nockenwelle und leisteten 40 PS (29 kW) bei 2800/min. In München verlieh ihm der 1903 gegründete Automobil-Club München die Ehrenmitgliedschaft.
Später ging Martin Stolle zu den Deutschen Industriewerken nach Berlin-Spandau. Dort wurden Motorräder gebaut und unter dem Markennamen D-Rad vertrieben, zusammen mit wenigen Automobilen. Eine Aufgabe für Stolle war, das Fahrverhalten der mit Blattfedergabel ausgerüsteten, „wie ein Bock springenden“ Motorräder (Spandauer Springbock), und den Ruf des Unternehmens zu verbessern. Dies erreichte Stolle auch durch Einsatz von Werksmannschaften bei verschiedenen Rennen und schweren Zuverlässigkeitsfahrten. Das Team galt daraufhin jahrelang als bestes deutsches Werksteam mit ihren grünen Fahrermänteln und Helmen.
Stolle konstruierte 1929 die R-10 mit obengesteuertem Motor, getrenntem Getriebe und Parallelogrammfederung und die R-11 mit seitengesteuertem Motor. Mit der Weltwirtschaftskrise im Jahr 1929 musste das Motorradprogramm auf billigere Zweitaktmodelle mit Motoren von Bark umgestellt werden, die dann 1930 auf einen übersättigten Markt trafen. Dies führte zur Bildung einer Vertriebsgesellschaft mit NSU und zum kurzfristigen Verschwinden von D-Rad vom Markt.
Martin Stolle konstruierte dann jeweils während einer Wochenhälfte einen luftgekühlten Vierzylinder-Boxermotor (als Vorläufer des Käfermotors, gab es daher bereits vor der Porschekonstruktion) für die Automobilfabrik NAG und in der jeweiligen anderen Wochenhälfte für Victoria die unglückliche KR 8. Dieser seitengesteuerte Zweizylindermotor mit 497 cm³ Hubraum wurde in ein modernes Fahrwerk mit Seitenverkleidung eingebaut. Die Konstruktion der KR 8 war unausgereift und wurde dann durch die wechselgesteuerte KR 9 ersetzt, die noch andere Verbesserungen erhielt. Der Personenwagenbau bei NAG wurde eingestellt, sodass dieser luftgekühlte Vierzylindermotor auch nicht weiter gebaut wurde.
Auf dem Zeichenbrett von Martin Stolle entstanden unter anderem noch ein Kleinmotorrad Sursum mit einem Zweitaktmotor und für die Gustloffwerke in Suhl motorisierte Fahrräder. Im Zweiten Weltkrieg kamen Ideen für Tanks und Ausrüstung hinzu. Nach dem Krieg wurde Martin Stolle Sachverständiger für das Kraftfahrzeugwesen.